# Línia Tōhō
La línia Tōhō (東豊線, Tōhō-sen) és una de les tres línies de ferrocarril metropolità de la ciutat de Sapporo, Hokkaido, sent operada per Oficina de Transport de la Ciutat de Sapporo com a part de la xarxa del metro de Sapporo. La línia comença a l'estació de Sakaemachi, al districte de Higashi i finalitza a l'estació de Fukuzumi, a Toyohira. El color representatiu de la línia és el blau cel i les estacions duen la lletra "H" a la seua identificació.

## Història
La línia va ser inaugurada el 2 de desembre de 1988 amb un tram entre les estacions de Sakaemachi (Higashi) a Hōsui-Susukino (Chūō). El tram entre les estacions de Hôsui-Susukino i Fukuzumi es va obrir al públic el 14 d'octubre de 1994 i des de llavors, la línia no ha patit cap actualització. L'any 2016 es van instal·lar portes d'andana a totes les estacions de la línia.

## Estacions
| Estació Número | Imatge                | Estació               | Japonès      | Distància (km)  | Distància (km) | Enllaç                                               | Situació           |
| Estació Número | Imatge                | Estació               | Japonès      | Entre estacions | Total          | Enllaç                                               | Situació           |
| -------------- | --------------------- | --------------------- | ------------ | --------------- | -------------- | ---------------------------------------------------- | ------------------ |
| H01            | Sakaemachi            | Sakaemachi            | 栄町         | 0,0             | 0,0            |                                                      | Higashi (Sapporo)  |
| H02            | Shindō-Higashi        | Shindō-Higashi        | 新道東       | 0,9             | 0,9            |                                                      | Higashi (Sapporo)  |
| H03            | Motomachi             | Motomachi             | 元町         | 1,2             | 2,1            |                                                      | Higashi (Sapporo)  |
| H04            | Kanjō-Dōri-Higashi    | Kanjō-Dōri-Higashi    | 環状通東     | 1,4             | 3,5            |                                                      | Higashi (Sapporo)  |
| H05            | Higashi-Kuyakusho-Mae | Higashi-Kuyakusho-Mae | 東区役所前   | 1,0             | 4,5            |                                                      | Higashi (Sapporo)  |
| H06            | Kita-Jūsan-Jō-Higashi | Kita-Jūsan-Jō-Higashi | 北13条東     | 0,9             | 5,4            |                                                      | Higashi (Sapporo)  |
| H07            | Sapporo               | Sapporo               | さっぽろ     | 1,3             | 6,7            | Metro-Nanboku (N06) JR Hokkaido-Hakodate (01)        | Chūō (Sapporo)     |
| H08            | Ōdōri                 | Ōdōri                 | 大通         | 0,6             | 7,3            | Metro-Nanboku (N07) Metro-Tōzai (T09) Tramvia (SC01) | Chūō (Sapporo)     |
| H09            | Hōsui-Susukino        | Hōsui-Susukino        | 豊水すすきの | 0,8             | 8,1            | Tramvia (SC23)                                       | Chūō (Sapporo)     |
| H10            | Gakuen-mae            | Gakuen-Mae            | 学園前       | 1,4             | 9,5            |                                                      | Toyohira (Sapporo) |
| H11            | Toyohira-Kōen         | Toyohira-Kōen         | 豊平公園     | 0,9             | 10,4           |                                                      | Toyohira (Sapporo) |
| H12            | Misono                | Misono                | 美園         | 1,0             | 11,4           |                                                      | Toyohira (Sapporo) |
| H13            | Tsukisamu-Chūō        | Tsukisamu-Chūō        | 月寒中央     | 1,2             | 12,6           |                                                      | Toyohira (Sapporo) |
| H14            | Fukuzumi              | Fukuzumi              | 福住         | 1,0             | 13,6           |                                                      | Toyohira (Sapporo) |

## Parc mòbil
- Sèrie 7000[4] (1988-2016[5]).

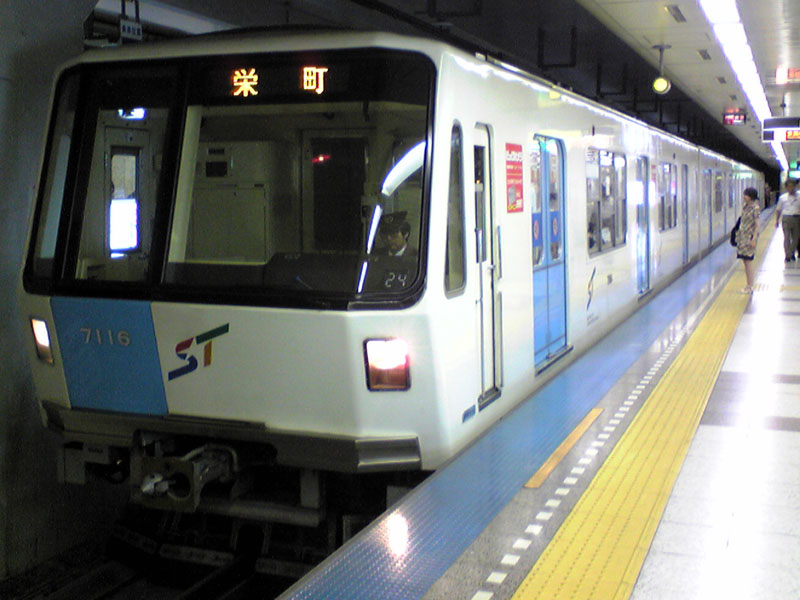
Sèrie 7000 (2008)

20 unitats de la sèrie 7000 van estar en actiu entre els anys 1988 i el 2016. La darrera unitat va efectuar el seu últim servei el 25 de juny de 2016.
- Sèrie 9000 (des de 2015[6]).

Les primeres 20 unitats de la sèrie 900 va començar a funcionar a la línia al maig de 2015. Per a l'any 2016 s'encarregaren unes altres 20 unitats per a reemplaçar les de la sèrie 7000.